# Réflectomètre optique temporel
 (juillet 2018).
Si vous disposez d'ouvrages ou d'articles de référence ou si vous connaissez des sites web de qualité traitant du thème abordé ici, merci de compléter l'article en donnant les références utiles à sa vérifiabilité et en les liant à la section « Notes et références ».
Un réflectomètre optique temporel (en anglais Optical Time Domain Reflectometer, OTDR) est un instrument optoélectronique utilisé pour caractériser une fibre optique. 

## Principes
Le réflectomètre optique temporel émet une série d'impulsions optiques dans la fibre testée. Il extrait également, dès la fin même de la fibre, la lumière qui est réfléchie et renvoyée à partir de points dans la fibre ou l'indice de réfraction change.
La force des impulsions de retour est mesurée et intégrée en fonction du temps, et est tracée par l'appareil en fonction de la longueur de la fibre.
Le principe est très semblable à celui des réflectomètres temporels ; l'appareil envoie une impulsion sur le câble à la rencontre d'un élément perturbateur (épissure, défaut, angle trop brusque) il y aura réflexion d'une partie du signal qui sera alors mesurée par l'ODTR sous forme d'un pic non linéaire. Il sera alors du ressort de la personne chargée du test d'interpréter les résultats et de définir si oui ou non cette irrégularité doit être sérieusement prise en compte.
On note également, la potentiel présence de faux évènements qui sont en fait des pics de Fresnel, dont la présence est due à des réflexions de Fresnel au niveau des connecteurs. Ces faux évènements ne sont pas préjudiciables pour la qualité de la liaison et sont facilement identifiables.
L'utilisation d'une bobine de rebouclage permet d'augmenter de façon significative les performances des appareils de mesure, et doivent être placées au début du câblage de mesure.
Les réflectomètres ont une capacité et un affichage graphique importants, afin qu'ils puissent assurer l'automatisation de test significatif. Toutefois, le fonctionnement et la maitrise de l'appareil nécessitent une formation technique et une expérience particulière.

## Utilisations
Le réflectomètre peut être utilisé pour estimer la longueur de la fibre et l'atténuation globale, y compris les épissures et les pertes aux connecteurs. Il peut également être utilisé, pour localiser les défauts, comme les cassures et mesurer la perte de retour optique.
L'OTDR est communément utilisé pour déterminer la perte et la longueur de la fibre sur une nouvelle installation, sur une fibre enroulée autour des tambours et sur les épissages. La dernière application de tests, est plus difficile, puisque cela peut être sur des distances extrêmement longues ou des épissures multiples espacées à de courtes distances, ou des fibres avec des caractéristiques optiques différentes. Les résultats des tests sont souvent soigneusement stockés en cas de défaillance de fibre ou de réclamation de garantie. L'échec d'une pose de fibre peut être très coûteux, tant en termes de coût direct de réparation, que de conséquence d'une perte de service.